# Jugoslawische Eishockeyliga 1963/64
Die Saison 1963/64 war die 22. Spielzeit der jugoslawischen Eishockeyliga, der höchsten jugoslawischen Eishockeyspielklasse. Meister wurde zum insgesamt achten Mal in der Vereinsgeschichte der HK Jesenice.

## Modus
In der Hauptrunde absolvierte jede der acht Mannschaften insgesamt 14 Spiele. Der Erstplatzierte der Hauptrunde wurde Meister. Für einen Sieg erhielt jede Mannschaft zwei Punkte, bei einem Unentschieden gab es einen Punkt und bei einer Niederlage null Punkte.

## Hauptrunde

### Tabelle
|    | Klub                   | Sp | S  | U | N  | Punkte |
| -- | ---------------------- | -- | -- | - | -- | ------ |
| 1. | HK Jesenice            | 14 | 14 | 0 | 0  | 28     |
| 2. | HK Partizan Belgrad    | 14 | 9  | 0 | 5  | 18     |
| 3. | KHL Medveščak Zagreb   | 14 | 8  | 1 | 5  | 17     |
| 4. | OHK Belgrad            | 14 | 8  | 0 | 6  | 16     |
| 5. | HK Kranjska Gora       | 14 | 6  | 1 | 7  | 13     |
| 6. | HK Olimpija Ljubljana  | 14 | 5  | 1 | 8  | 11     |
| 7. | HK Roter Stern Belgrad | 14 | 4  | 1 | 9  | 9      |
| 8. | HK Spartak Subotica    | 14 | 0  | 0 | 14 | 0      |

Sp = Spiele, S = Siege, U = Unentschieden, N = Niederlagen